# Kore (maan)
Kore (S/2003 J14) is een maan van Jupiter. Deze hoort bij de Pasiphae achterwaartse onregelmatige groep. De naam Kore is een andere naam voor Persephone.